# Yoshitaka Watanabe
Yoshitaka Watanabe (渡辺 佳孝 Watanabe Yoshitaka?,  nacido el 18 de abril de 1973 en Miyagi) es un exfutbolista japonés. Jugaba de defensa y su último club fue el Vegalta Sendai de Japón.

## Trayectoria

### Clubes
| Club           | País  | Año         |
| -------------- | ----- | ----------- |
| Vegalta Sendai | Japón | 1996 - 1999 |